# Fredrik Gustaf Stiernblad
Fredrik Gustaf Stiernblad, född 27 september 1764 i Torups slott i Bara socken, död 9 november 1817 på Stora Markie, var en svensk militär.

## Biografi
Stiernblad var son till Hakvin Tholijn, adlad Stiernblad. Han blev sergeant vid Sprengtportens regemente 1778, som var förlagt i Landskrona. 1779 blev han fanjunkare vid Mörnerska husarregementet, där han även blev kornett 1780. Stiernblad blev löjtnant 1788 och ryttmästare i armén 1789. Han blev stabsadjutant hos Gustav III. Han var en av de personer som ingick i kungens svit då han skadesköts på operan den 16 mars 1792. Han erhöll avsked från posten som löjtnant 1794. 1815 blev han hovmarskalk och avled två år senare. Han hade sex barn, bland vilka sonen Jules märks.